# Розето-Капо-Спуліко
Розето-Капо-Спуліко (італ. Roseto Capo Spulico, сиц. Rusitu) — муніципалітет в Італії, у регіоні Калабрія,  провінція Козенца.
Розето-Капо-Спуліко розташоване на відстані близько 410 км на південний схід від Рима, 125 км на північ від Катандзаро, 85 км на північ від Козенци.
Населення — 1938 осіб (2014).

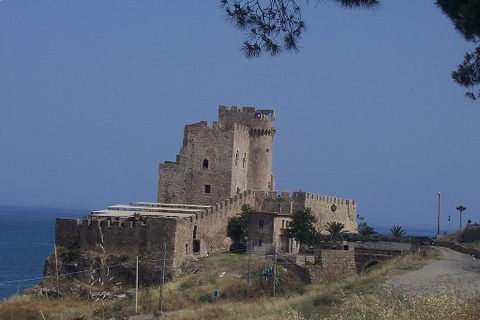

Щорічний фестиваль відбувається 6 грудня; 26 липня. Покровитель — святий Миколай.

## Демографія
Населення за роками:

Станом на 1 січня 2023 року в муніципалітеті офіційно проживало 96 іноземців з 17 країн, серед них 44 громадяни країн Євросоюзу.

## Сусідні муніципалітети
- Амендолара
- Монтеджордано
- Оріоло